# Centrální konzistoř
Centrální konzistoř je francouzská instituce, kterou císařským dekretem z roku 1808 založil Napoleon I. za účelem správy židovského kultu ve Francii. Po oddělení státu od církve v roce 1905 se židovské obce ve Francii přeměnily na židovské náboženské obce a shromáždily se v rámci Unie francouzských židovských obcí, která se i nadále nazývá Centrální konzistoří. Centrální konzistoř zahrnuje obce, které představují většinu velkých proudů judaismu, s výjimkou liberálních a ultraortodoxních.